# باکونیا
باکونیا (به مجاری: Bakonya) یک شهرداری در مجارستان است که در ناحیه پچ واقع شده‌است. باکونیا ۱۵٫۰۷ کیلومتر مربع مساحت و ۳۲۲ نفر جمعیت دارد.